# Комарецкий, Николай Ананьевич
Никола́й Ана́ньевич Комаре́цкий (4 мая 1877 — 25 июня 1931) — член III Государственной думы от Полтавской губернии, протоиерей.

## Биография
Православный. Из дворянской семьи, сын протоиерея. Землевладелец (7814 десятин).
По окончании Полтавской духовной семинарии в 1898 году, был учителем начальной школы в Лохвицком уезде. В 1899 году был рукоположен в иереи к Георгиевской церкви села Сакунова Слобода, затем был переведен в местечко Константинов Роменского уезда. С 1904 года состоял благочинным Роменского уезда. Был членом «Союза 17 октября».
В 1907 году был избран в члены Государственной думы от Полтавской губернии. Входил во фракцию октябристов, c 3-й сессии — в группу правых октябристов. Состоял докладчиком комиссии по делам православной церкви, а также членом комиссий: по делам православной церкви, по вероисповедным вопросам, по местному самоуправлению и по народному образованию.
Был слушателем Санкт-Петербургского археологического института. 20 мая 1912 был назначен полковым священником 145-го пехотного Новочеркасского полка. В 1913 году был пастырем военной тюрьмы. 19 июля 1914 назначен полковым священником Благовещенской церкви лейб-гвардии Конного полка. Всю Первую мировую войну находился на фронте с полком, был награждён боевыми орденами. В 1917 году был возведен в протоиереи.
С марта 1917 по март 1919 находился за штатом, затем вновь служил в Благовещенской церкви. 28 марта 1922 был арестован по делу «О сопротивлении изъятию церковных ценностей», оправдан по суду. В 1928—1931 годах служил на подворье Коневского Рождествено-Богородского монастыря на Охте и в церкви Большеохтинского кладбища.
Умер в 1931 году. Похоронен на Большеохтинском кладбище.
Был женат на Марии Ивановне Комарецкой, имел сыновей Бориса и Михаила.

## Награды
- Орден Святого Владимира 4-й ст. с мечами (1914);
- Орден Святой Анны 3-й ст. с мечами (1914);
- Орден Святой Анны 2-й ст. с мечами (1915);
- Золотой крест на Георгиевской ленте (1916).